# Agathia quinaria
Agathia quinaria är en fjärilsart som beskrevs av Moore 1867. Agathia quinaria ingår i släktet Agathia och familjen mätare. Inga underarter finns listade i Catalogue of Life.